# 脱萼鸦跖花
脱萼鸦跖花（学名：Oxygraphis delavayi）为毛茛科鸦跖花属下的一个种。

## 扩展阅读
- 維基物種上的相關：脱萼鸦跖花